# World Resources Institute
Il World Resources Institute, sigla WRI (Istituto mondiale delle risorse), è una organizzazione no profit di ricerca mondiale nata nel 1982 con fondi della fondazione MacArthur sotto la guida di James Gustave Speth..

## Iniziative
Le attività del WRI sono focalizzate su 7 aree: cibo, foreste, acqua, energia, città, oceani, e clima.
Tra le iniziative invece:
- The Access Initiative, una rete della società civile dedicata ad assicurare che i cittadini abbiano il diritto e le capacità di influenzare le decisioni sulle risorse naturali che sostengono le loro comunità[4]
- Aqueduct, un'iniziativa per misurare, mappare e capire i rischi intorno all'acqua nel mondo.[5]
- Champions 12.3, una coalizione di "executive" per accelerare il progresso di fronte agli obiettivi di sviluppo sostenibile per affrontare la perdita e lo spreco di cibo[6]
- Global Forest Watch, un sistema di monitoraggio e allerta via web delle foreste
- Il protocollo sui gas serra che fornisce standard, guida, strumenti e un "allenamento" per il settore imprenditoriale e governativo per quantificare e registrare le emissioni di Gas serra[7]
- LandMark, una piattaforma che fornisce mappe e informazioni sulle terre che sono possedute collettivamente e usate da popoli indigeni e comunità locali[8]
- Renewable Energy Buyers Alliance, una partnership di organizzazioni non governative, clienti, fornitori e policymaker (creatori di politiche) che lavorano all'aumento dell'uso di energia rinnovabili e pulite nel mondo[9]
- La  Science Based Targets Initiative aiuta la transizione delle imprese ad un profilo economico a bassa emissione per impostare gli obiettivi per la riduzione dell'emissione di gas serra in linea con le scienze climatiche[10]
- WRI Ross Center aiuta le città a crescere in maniera più sostenibile e cercando di migliorare la qualità della vita in nazioni in via di sviluppo nel mondo[11]
- World Resources Report, i rapporti di bandiera del WRI. Ogni report riguarda un argomento differente[12]